# Brzezie (Opole)
Brzezie (dodatkowa nazwa w j. niem. Finkenstein; de Breze – 1223) – jednostka urbanistyczna w ramach Dzielnicy I Borki, Brzezie, Czarnowąsy, Świerkle w Opolu. Dawniej samodzielne sołectwo. W granicach miasta od 1 stycznia 2017.

## Opis
Miejscowość wraz z większością obrębu ewidencyjnego wsi włączono do Opola 1 stycznia 2017 roku. Przed włączaniem miejscowość była wsią w województwie opolskim, w powiecie opolskim, w gminie Dobrzeń Wielki.
Po włączeniu wsi do Opola zmieniono nazwy ulic: Polna na Elektryków, Wiejska na Dobrzeńska, Wspólna na Energetyków.
Nazwa miejscowości pochodzi od wyrazu brzoza. W latach 1975–1998 miejscowość administracyjnie należała do ówczesnego województwa opolskiego, następnie również do województwa opolskiego.
Na terenie miejscowości znajduje się Elektrownia Opole S.A. działająca w ramach Polskiej Grupy Energetycznej. Decyzja o budowie elektrowni przypada na lata 70. XX w., projekt zmieniony ok. 1980 roku. Zakładał wybudowanie sześciu bloków energetycznych o mocy 360 MW każdy. W latach 1993–1997 oddano do użytku cztery bloki o łącznej mocy 1490 MW kończąc tym samym główny proces budowy. W 2009 podjęto decyzję o rozpoczęciu dalszej rozbudowy elektrowni o bloki 5 i 6. 